# Glacier Express

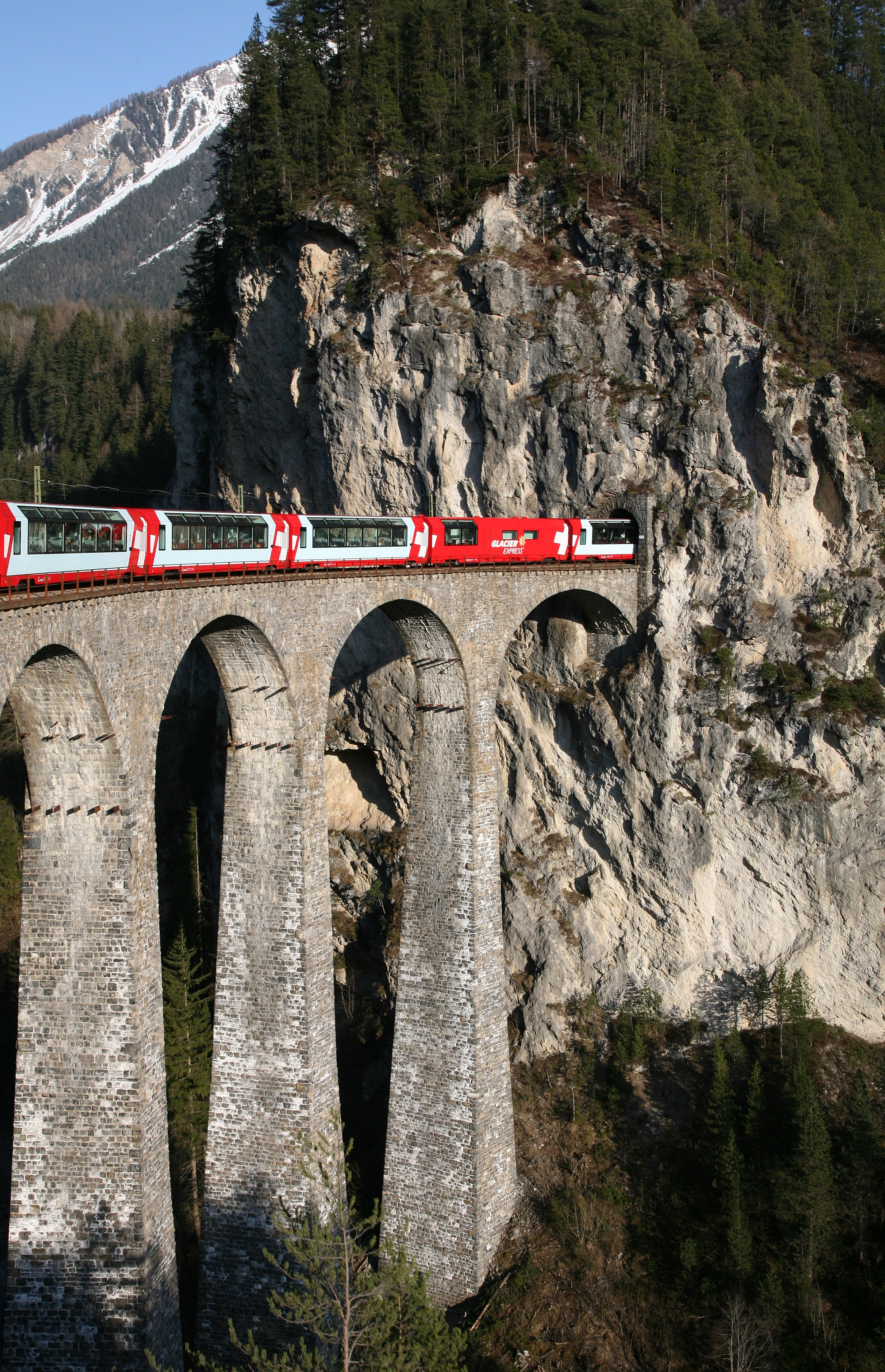
Glacier Express na Wiadukcie Landwasser

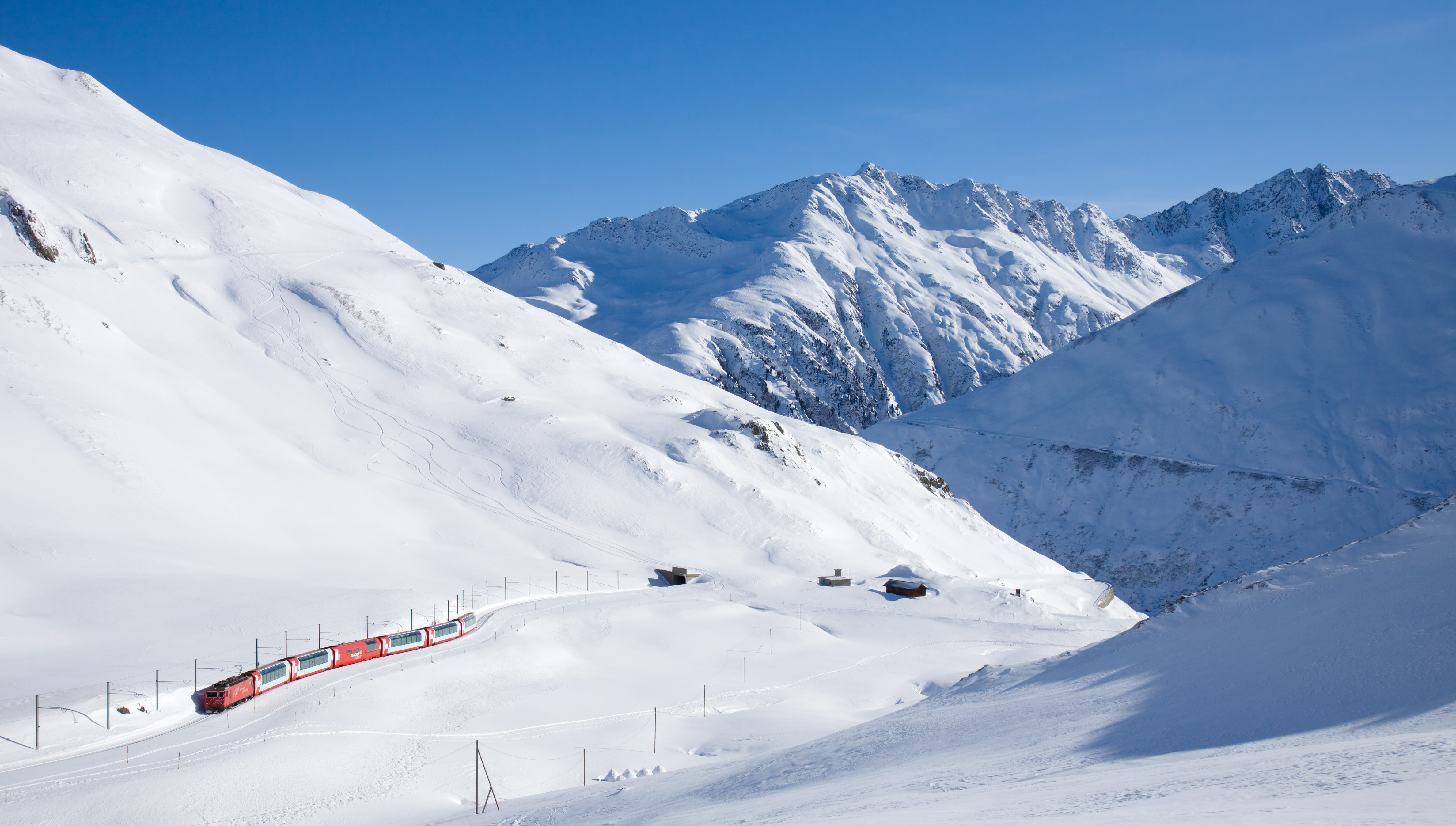
Glacier Express przy Oberalppass

Przebieg trasy

Glacier Express (Ekspres Lodowcowy) – pociąg pospieszny w Szwajcarii, kursujący na trasie pomiędzy dwoma kurortami alpejskimi – Zermatt i Sankt Moritz.

## Charakterystyka
Trasa ma długość 291 km. Znajduje się na niej 91 tuneli i 291 mostów. Przewyższenie pomiędzy najwyższym (okolice przełęczy Oberalppass, 2033 m n.p.m.) a najniższym (Chur, 585 m n.p.m.) punktem na trasie wynosi 1448 m.
Pełną trasę pociągi pokonują w około 8 godzin. Z uwagi na czas przejazdu Glacier Express nazywany jest „najwolniejszym pociągiem pospiesznym świata”. Dwie pary pociągów kursują codziennie (z wyjątkiem corocznej przerwy technicznej między połową października a początkiem grudnia) przez cały rok w pełnej relacji, natomiast w sezonie letnim uruchamiana jest dodatkowa para pociągów w relacji Zermatt – Chur oraz w relacji Brig – Sankt Moritz.
W każdym składzie Glacier Express znajduje się wagon restauracyjny oraz wagony panoramiczne klasy 1 i 2, a jedna para pociągu posiada w składzie wagon panoramiczny ekskluzywnej – wprowadzonej w 2019 r. – klasy Excellence.

## Historia
Glacier Express był pierwszym pociągiem pospiesznym uruchamianym przez Rhätische Bahn. Jego pierwszy kurs na trasie z Zermatt do Sankt Moritz odbył się 25 czerwca 1930 r. Podróż na całej trasie trwała wówczas około 11 godzin. Rhätische Bahn, wspólnie ze spółkami Furka-Oberalp-Bahn i Visp-Zermatt-Bahn, chciały stworzyć markę luksusowego połączenia pomiędzy dwoma znanymi szwajcarskimi kurortami. W okresie II wojny światowej liczba przewożonych pasażerów spadła, przez co połączenia Glacier Express zostały zawieszone. Po wojnie koleje borykały się z kłopotami taborowymi, w związku z czym składy Glacier Express zestawiano z takich samych wagonów jak pozostałe pociągi Rhätische Bahn. W latach 70. ponownie nastąpiło ożywienie w branży turystycznej. Do 1981 r. pociągi przejeżdżały przez Furka-Scheiteltunnel na wysokości 2162 m n.p.m., co umożliwiało kursowanie pociągów jedynie przez cztery letnie miesiące; w pozostałe kręta i stroma górska trasa stanowiła zbyt duże zagrożenie i była wyłączana z ruchu. Sytuację poprawiło oddanie do użytku w 1982 r. nowego tunelu Furka-Basistunnel. Od tego czasu liczba pasażerów znacznie wzrosła. Do pociągów zaczęto doczepiać wagony prowadzone z Chur. Od lat 90. składy Glacier Express zaczęto zestawiać z wagonów panoramicznych, które obecnie są jedynymi w pociągu.